# Софія (Гинчештський район)
Софія (рум. Sofia) — село у Гинчештському районі Молдови. Утворює окрему комуну.

## Населення
За даними перепису населення 2004 року у селі проживали 1464 особи.
Національний склад населення села:
| Національність   | Кількість осіб | Відсоток   |
| ---------------- | -------------- | ---------- |
| молдавани румуни | 1451 1         | 99,1% 0,1% |
| росіяни          | 4              | 0,3%       |
| українці         | 3              | 0,2%       |
| цигани           | 3              | 0,2%       |
| гагаузи          | 1              | 0,1%       |
| євреї            | 1              | 0,1%       |
| Всього           | 1464           | 100%       |